# SMS (motorfiets)
SMS is eenBrits historisch merk van motorfietsen uit Birmingham. S.M. Swingler bouwde in 1913 en 1914 211 cc tweetaktmotoren met een gepatenteerd inlaatsysteem.